# Hình tượng chim cánh cụt trong văn hóa

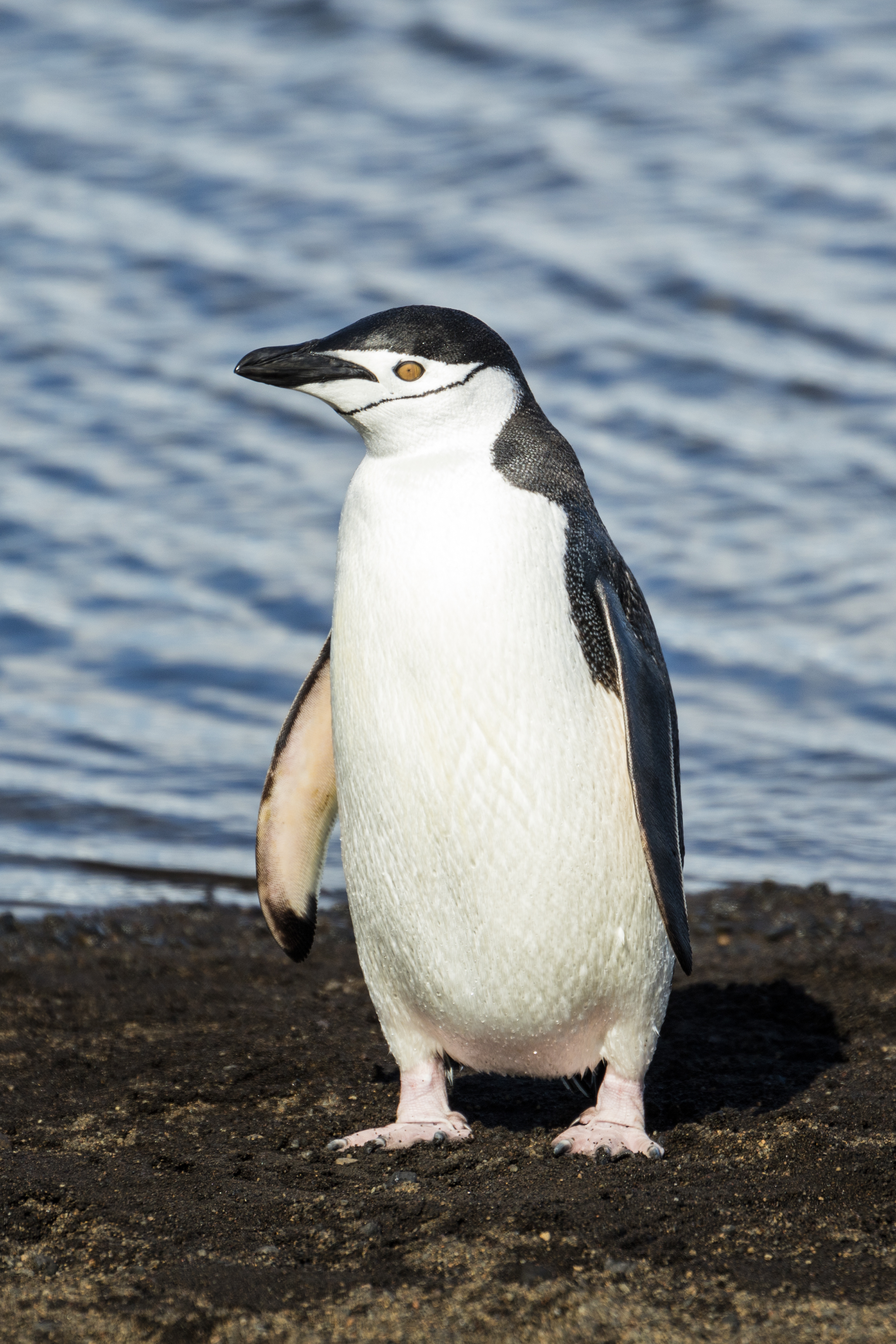
Một chú chim cánh cụt

Hình tượng chim cánh cụt được phổ biến trên khắp thế giới bằng cơ thể ngộ nghĩnh, dễ thương, đáng yêu với dáng đi lạch bạch cùng khả năng bơi lội tuyệt vời của chúng và (so với các loài chim khác) và chúng không sợ người. Bộ lông đen và trắng của chim cánh cụt thường được ví như bộ cà vạt trắng và tạo ra những nhận xét hài hước về con vịt biết ăn bận. Những con chim cánh cụt cũng là khuôn mẫu cho những cái thùng rác công cộng với khẩu hiệu "Cho tôi xin rác" hay nhiều cái thùng rác hình chim cánh cụt còn có dòng chữ "Cảm ơn đã cho tôi rác" là thông điệp "Cánh cụt xin rác" qua những thùng rác hình chim cánh cụt trên đường phố.

## Sự miêu tả

Tux - con vật lấy khước (linh vật) của Linux

Những chú chim cánh cụt được miêu tả như một nhân vật thân thiện và hài hước mặc dù có những hạn chế về thể chất như chậm chạp và cục mịch khi ở trên bờ. Có lẽ trong phản ứng với khuôn mẫu dễ thương này, chim cánh cụt hư cấu đôi khi được mô tả là cáu kỉnh hoặc thậm chí là khá "nham hiểm". Nhân vật Sanrio Badtz Maru dễ thương và hài hước nhưng những con trong bộ phim Madagascar, những sinh vật thông minh với những kế hoạch và kế hoạch khôn ngoan, thậm chí có khả năng đánh bại con người. Chim cánh cụt cũng thường được miêu tả là thân thiện và thông minh, ví dụ trong anime Neon Genesis Evangelion, có chim cánh cụt nước ấm có tên Pen Pen.

## Trong phim
Những chú chim cánh cụt đã có một sự hồi sinh như những con số trong nền văn hoá pop vào giữa những năm 2000 nhờ những bộ phim như March of the Penguins, Madagascar, Happy Feet và Surf's Up. Là một trò đùa ngày Cá tháng Tư, vào ngày 1 tháng 4 năm 2008, BBC phát hành một bộ phim ngắn về chim cánh cụt trong chuyến bay và di chuyển đến rừng nhiệt đới Nam Mỹ. Những nhân vật hoạt hình truyền hình năm 1960 là chú chim cánh cụt Tennessee Tuxedo thường bỏ trốn phạm vi sở thú của mình với đối tác Chumley. Trong loạt phim hoạt hình Wallace và Gromit, chim cánh cụt có tên là Feathers McGraw cải trang thành một con gà với găng tay cao su màu đỏ.
Trong trò chơi nhập vai trực tuyến RuneScape, chim cánh cụt được miêu tả là những nhân vật kỳ dị với sự gợi nhớ về Liên bang Xô viết: thủ đô của họ là Palingrad (ám chỉ Stalingrad); họ có đại lý KGP (so sánh KGB); và họ gọi quê hương là "Tổ quốc". Một nhiệm vụ trong đó chúng được gọi là Chiến tranh Lạnh và tiếp theo được gọi là "The Hunt for Red Raktuber", một vở kịch về Cuộc săn đuổi cho tháng Mười Đỏ. Họ có một tổ hợp quân sự khổng lồ với các cơ sở đào tạo, khu vực sinh hoạt, phòng thẩm vấn và các khóa học nhanh nhẹn. Họ có kế hoạch thống trị giống chim cánh cụp ở Madagascar. 

## Tham khảo

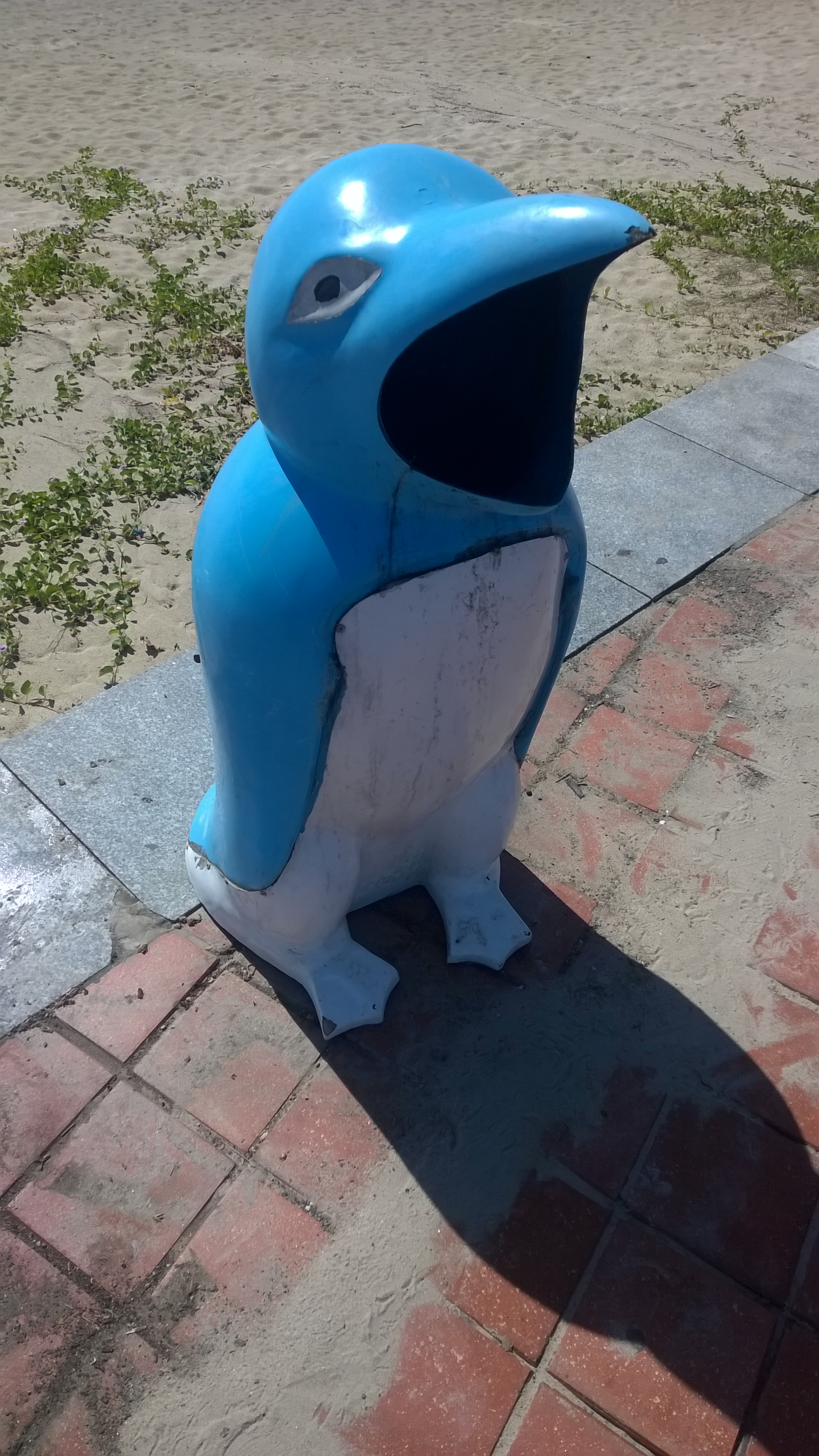
Tượng chim cánh cụt xin rác ở Đà Năng